# Meaño
Meaño – gmina w Hiszpanii, w prowincji Pontevedra, w Galicji, o powierzchni 27,77 km². W 2011 roku gmina liczyła 5453 mieszkańców.